# Karl Snell (Physiker)
Karl Snell (* 19. Januar 1806 in Dachsenhausen; † 12. August 1886 in Jena) war ein Mathematiker, Naturphilosoph und Professor für Mathematik und Physik an der Universität Jena.

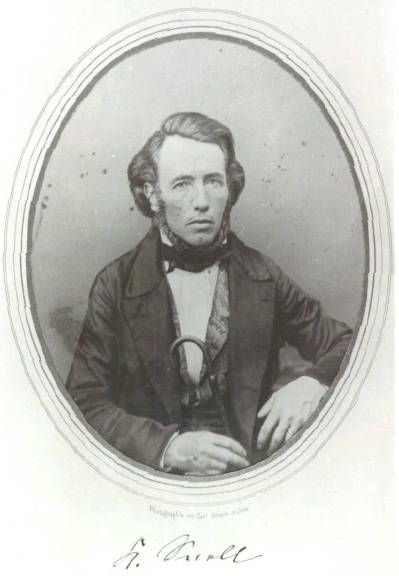
Karl Snell auf einer Fotografie von Carl Schenk

## Leben
Karl Snell stammte aus einer hessischen Akademikerfamilie, studierte Philosophie und Mathematik von 1823 bis 1828 in Gießen, Halle, Göttingen und Berlin. Nach seiner Dissertation wurde er Lehrer der Naturwissenschaften am Blochmannschen Institut in Dresden, dann 1834 Lehrer der Mathematik und Physik an der Kreuzschule.
Im Jahr 1844 wurde er an der Universität Jena ordentlicher Professor für Mathematik und Physik. Anlässlich seiner Berufung erhielt er auch die Ehrendoktorwürde (Dr. phil. h. c.). Die engagierte doppelte Lehrtätigkeit übte er bis 1878 aus. Dabei wurde er zunehmend von Hermann Schaeffer unterstützt, der die experimentelle Physik ausbaute.
Schwerpunkte seiner Arbeit in der Mathematik waren Geometrie, Infinitesimalrechnung, Integral- und Differentialrechnung. In der Physik beschäftigte er sich mit theoretischer Mechanik, mechanischer Wärmetheorie, Elektromagnetismus, galvanischen Strömen und Induktion. Er war Gutachter der Dissertation von Otto Schott und Förderer seines Schülers Ernst Abbe, der 1871 seine Tochter Else (Elise) heiratete. Seine Enkelin Margarete (Marguerite), Tochter von Ottilie Koch geb. Snell, war verheiratet mit Siegfried Czapski.
Snell widmete sich besonders der philosophischen Interpretation der Naturwissenschaften und trat als Gegner der Schule um Jacob Friedrich Fries auf. Zu seinen bekanntesten Schülern zählt Gottlob Frege. Dem Rektorat der  Universität Jena gehörte er 1849, 1852 und 1856/57 an.
Er entwickelte eine Evolutionstheorie, in der er auch eine Verbindung zum deutschen Idealismus (Immanuel Kant) schlug.
Snell war überzeugter Gegner Otto von Bismarcks und setzte sich in der Reichstagswahl vom 3. März 1871 als Kandidat der Freisinnigen Volkspartei im Weimarer Wahlkreis gegenüber der Nationalliberalen Partei durch. Er hatte auch Einfluss auf das von seinem Schwiegersohn Ernst Abbe erarbeitete Statut der Carl-Zeiss-Stiftung.

## Werke
- Lehrbuch der Geometrie, F.A. Brockhaus, Leipzig, 1841
- Einleitung in die Differential- und Integralrechnung, F.A. Brockhaus, Leipzig, Band 1 1846, Band 2 1851
- Newton und die mechanische Naturwissenschaft, Arnoldsche Buchhandlung, Leipzig, 1843, 2. Aufl. 1858